# Carphephorus carnosus
Carphephorus carnosus là một loài thực vật có hoa trong họ Cúc. Loài này được (Small) C.W.James mô tả khoa học đầu tiên năm 1958.